# Mariette Hansson
Mariette Petra Carola Hansson, bättre känd under sitt artistnamn Mariette (tidigare MaryJet), född 23 januari 1983 i Harplinge församling, Hallands län, är en svensk artist och låtskrivare. Hon har tagit sig till finalen i Melodifestivalen fem gånger (2015, 2017, 2018, 2020 och 2023), och medverkade i TV4:s Idol 2009.  Mariette Hansson utsågs till årets homo på Gaygalan i Stockholm 2010. Tillsammans med Eskobar spelade hon som förband till Roxette på deras XXX – 30th anniversary tour.

## Biografi
Mariette Hansson är född och uppvuxen i Harplinge utanför Halmstad men är numera bosatt i Höganäs. När hon var 11 år fick hon sin första gitarr och tog lektioner på Arbetarnas bildningsförbund och kommunala musikskolan. I sjunde klass bildade Hansson en sång- och gitarrduo tillsammans med en väninna, och scendebuten skedde på Västerhagens scen i Haverdal. Duon utökades med två killar, och tillsammans bildade de coverbandet Performance. Hon studerade sedan på Sturegymnasiets musiklinje i Halmstad. 

### Karriär
Som sextonåring deltog hon i TV4:s program Sikta mot stjärnorna 1999 genom att imitera Amanda Marshall och sjöng då "Let it Rain". Samma år fick hon provspela för Anders Bagge, men det ledde inte till något skivkontrakt.
I mars år 2000 bildade hon tillsammans med tre väninnor coverbandet Ethan Xiphias. Det nya bandet blev somrarna 2001 och 2002 husband på en lokal pub i Halmstad. Bandet har turnerat runt om i Sverige, men även spelat i Österrike 2002 och Frankrike 2003. Ethan Xiphias är fortfarande aktivt. Mariette turnerade och medverkade på konstrockarna Isildurs Banes Mind Vol. 4: Pass, vilken släpptes 2005.  År 2008 släppte hon det egenproducerade albumet In This Skin under artistnamnet MaryJet på det egna bolaget Solid Union. Hansson har även framträtt i TV4:s Nyhetsmorgon (under artistnamnet MaryJet) samt turnerat med sångaren Tommy Nilsson.

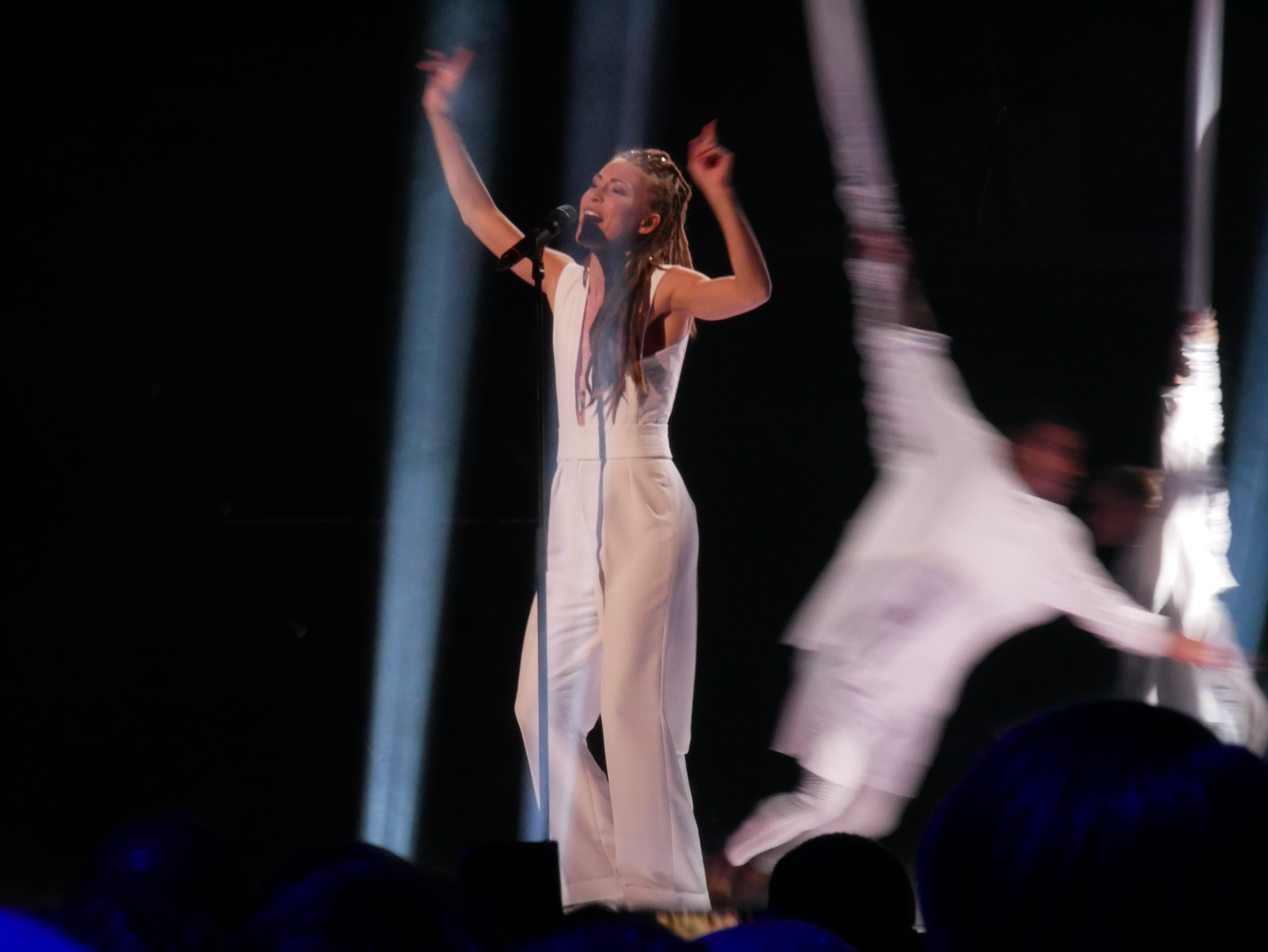
Mariette i "Melodifestivalen 2017.

Den 19 september 2011 släppte Mariette Hansson sin första singel sedan In this skin-skivan från 2009. Låten heter "Forever" och släpptes på Itunes och Spotify. Samtidigt med singeln släpptes även en video till låten (se länk nedan).
År 2013 spelade hon gitarr i Magnus Ugglas band under dennes show Magnus den store på Hamburger Börs i Stockholm.
År 2014 turnerade hon tillsammans med Ace Wilder, som slutade tvåa i det årets Melodifestival.

### Idol 2009
År 2009 deltog Mariette Hansson i TV4:s program Idol 2009. Genom att delta i auditionuttagningen i Malmö tog hon sig vidare till slutaudition i Stockholm. Mariette gick vidare till de direktsända fredagsfinalerna och slutade på fjärde plats. Hon blev utslagen i den fredagsfinal som hölls i Malmö Arena den 27 november 2009 inför 12 000 personer.

### Melodifestivalen
I Melodifestivalen har Hansson deltagit fem gånger och då under artistnamnet Mariette. Första gången var i Melodifestivalen 2015 med låten "Don’t Stop Believing" (skriven av Linda "Miss Li" Karlsson och Sonny Gustafsson). Hon deltog i den andra deltävlingen i Malmö den 14 februari 2015 och gick vidare till finalen i Friends Arena i Solna den 14 mars och kom där på tredje plats.
Även i Melodifestivalen 2017 deltog hon och då med låten "A Million Years" (skriven av Thomas G:son, Johanna Jansson, Peter Boström, Jenny Hansson och artisten själv). Hon deltog i den andra deltävlingen i Malmö den 11 februari 2017 där hon tog sig direkt till final och slutade på fjärde plats. Hennes tredje melodifestivalframträdande var i Melodifestivalen 2018 med låten "For You" (skriven av Jörgen Elofsson). Hon deltog i den fjärde deltävlingen i Örnsköldsvik den 24 februari 2018 där hon tog sig till final och slutade på en femte plats. Hon deltog även i Melodifestivalen 2020 med låten "Shout It Out" (skriven av Thomas G:son, Cassandra Ströberg, Alex Shield, Mariette Hansson). Hon deltog i den tredje deltävlingen i Luleå där hon tog sig till final och slutade på en tionde plats. Mariette deltog för femte gången i Melodifestivalen 2023 med låten One Day (skriven av Thomas G:son, Jimmy Jansson och artisten själv). Hon deltog i fjärde deltävlingen i Malmö där hon tog sig till semifinal och senare vidare till final.

### Övrigt
År 2019 deltog hon i Stjärnornas stjärna, som hon slutade tvåa efter Andreas Weise.

### Familj
Mariette Hansson är sedan 2021 gift med Isabelle Grönqvist. De har en son och en dotter tillsammans.

## Diskografi

### Album
- In This Skin – 2008
- Det bästa från Idol 2009
- My Revolution - 2015

### Singlar
- 2011 - Forever
- 2012 - Tom's Diner - Single
- 2014 - If Only I Can
- 2015 - Don't Stop Believing
- 2015 - Don't Stop Believing - PomP Remix
- 2015 - My Revolution
- 2015 - The Next Generation Calls[5]
- 2016 - Can't Kill My Vibe
- 2017 - A Million Years
- 2018 - For You